# Borotice (okres Znojmo)
Obec Borotice (německy Borotitz) se nachází zhruba 14 km východně od Znojma a 12 km západně od Hrušovan nad Jevišovkou, v okrese Znojmo v Jihomoravském kraji. Žije zde 421 obyvatel.
Součástí obce je též bývalá obec Filipovice, založená v roce 1785. I když jsou obě obce již srostlé, stále je zřetelná hranice mezi oběma zástavbami (zástavba Filipovic se nachází východně od kaple svatého Václava).

## Historie
První písemná zmínka o obci pochází z roku 1283.

## Pamětihodnosti
- Boží muka na kraji vesnice
- Na katastrálním území Borotic byl prozkoumán mohylník z období starší a střední doby bronzové. Počet dochovaných a archeologicky prozkoumaných mohyl je 28, celkový počet mohyl byl však vyšší (cca 40).[4]

## Společenský život
Samospráva obce od roku 2016 vyvěšuje 5. července moravskou vlajku.